# Igreja Matriz de Santiago do Cacém
A Igreja Matriz de Santiago do Cacém, também referida como Igreja Paroquial de Santiago do Cacém ou Igreja de São Tiago, é uma igreja do século XIII, da invocação de Santiago Maior, situada em Santiago do Cacém.
A Igreja de São Tiago está classificada como Monumento Nacional desde 1910.

## História
A igreja, anexa ao castelo de Santiago do Cacém, foi fundada, no século XIII, pela Ordem de Santiago. Ao longo dos anos sofreu várias reconstruções.
Destacam-se o pórtico lateral, ogival, em estilo romano-gótico, apresenta capitéis com decoração zoomórfica, a abóbada do coro alto e o alto relevo com a representação de Santiago.

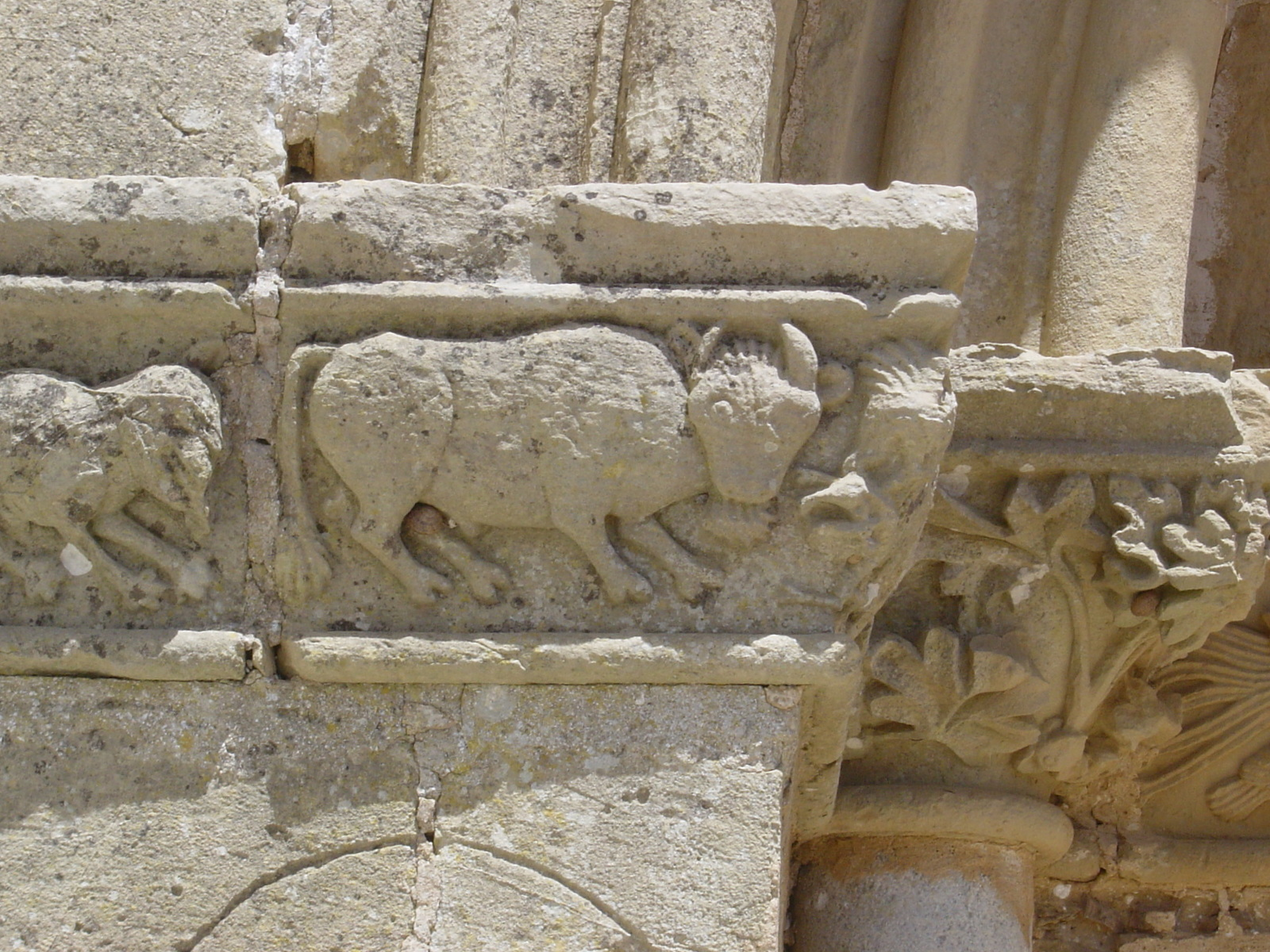
Capitel da porta lateral

## Recuperação
Sem culto permanente, a igreja foi salva da ruína pelo Departamento do Património Histórico e Artístico da Diocese de Beja, que promoveu uma vasta campanha de obras de reabilitação, levadas a cabo com a colaboração da Direcção-Geral dos Edifícios e Monumentos Nacionais (1993-1996), e assegurou depois a sua manutenção e abertura regular ao público, sob os auspícios de uma Comissão de Salvaguarda, fundada em 1993, que actua em cooperação com o Município.
Integra a Rede de Museus da Diocese de Beja.

## Classificação
A igreja encontra-se classificada como monumento nacional.

## Tesouro da Colegiada de Santiago
A igreja alberga o Tesouro da Colegiada de Santiago, núcleo primordial do Museu de Arte Sacra de Santiago do Cacém, fundado em 2002.